# ASL Airlines Spain
ASL Airlines Spain, anteriormente PAN Air Líneas Aéreas SA, era uma companhia aérea de carga com sede no Aeroporto Internacional de Madrid-Barajas, Espanha. Sua principal base operacional estava no Aeroporto Internacional de Madrid-Barajas, com pequenas bases em Barcelona-El Prat, Sevilha, Valência, Vitória e Zaragoza.
A companhia aérea operava principalmente na TNT Express European Network.

## História
A PAN Air foi fundada em 1987 e iniciou suas operações em dezembro de 1988. A companhia aérea era anteriormente propriedade da TNT Express Spain. Em 5 de fevereiro de 2016, o ASL Aviation Group anunciou que havia concordado em comprar a PAN Air com a condição de que a FedEx assumisse o controle da TNT Express. A PAN Air foi posteriormente renomeada para ASL Airlines Spain.
A ASL Airlines Spain encerrou suas operações em agosto de 2018.

## Frota

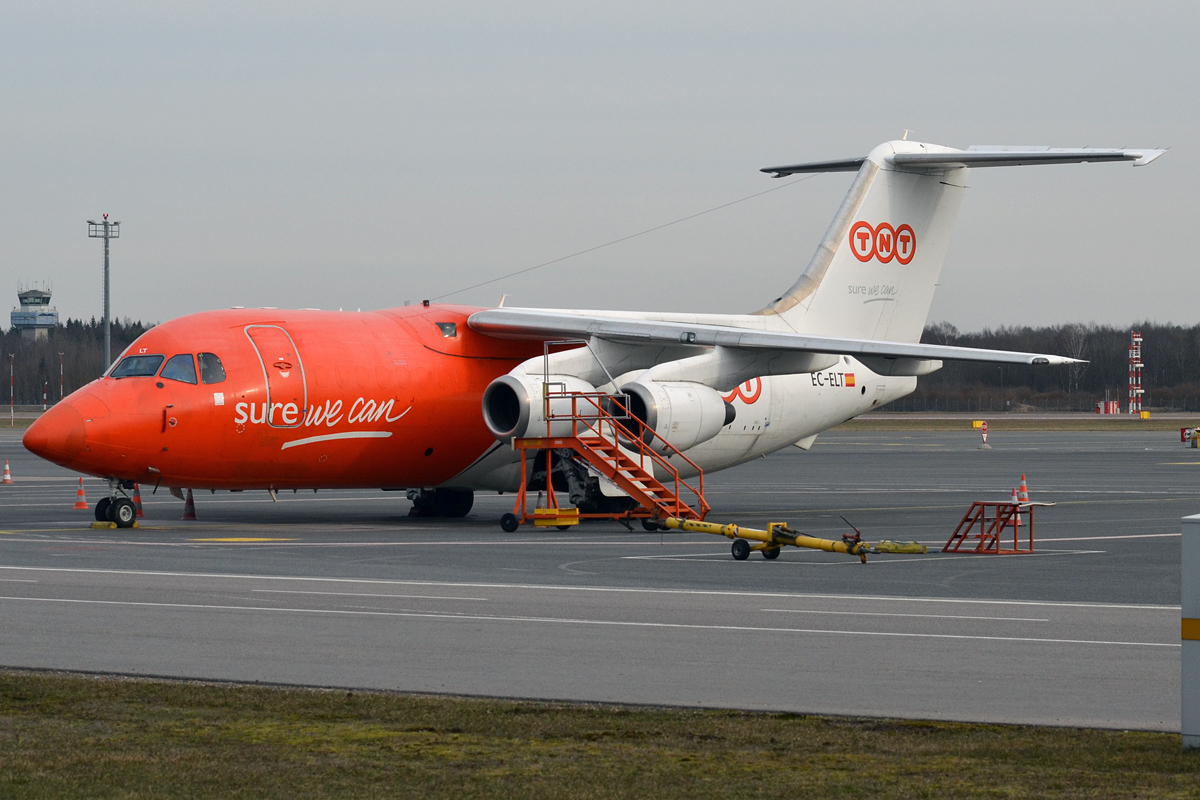
Um British BAe 146-200QT da PAN Air operado pela TNT Express

A frota da ASL Airlines Spain consistia nas seguintes aeronaves (Setembro de 2016):
| Aeronaves                   | Em Serviço | Ordens | Notas |
| --------------------------- | ---------- | ------ | ----- |
| British Aerospace 146-300QT | 8          | –      |       |
| Total                       | 8          | 0      |       |